# Isla Chumbe
Isla Chumbe es una pequeña isla de propiedad privada a pocos kilómetros de la principal isla de Zanzíbar, conocida por su innovación ecológica y los arrecifes de coral excepcionales.
En 1994, la isla y sus aguas circundantes fueron declaradas como el Parque Coralino Isla de Chumbe, que contiene el santuario de Coral Chumbe y una Reserva de Bosque Cerrado. El parque está a cargo de la organización sin fines de lucro privada Chumbe Island Coral Park, Ltd. (Chicop ), que lleva a cabo la investigación marina y promueve pequeñas actividades de ecoturismo en la isla.